# Haplostichanthus submontanus
Haplostichanthus submontanus är en kirimojaväxtart som beskrevs av L.W. Jessup. Haplostichanthus submontanus ingår i släktet Haplostichanthus och familjen kirimojaväxter. Utöver nominatformen finns också underarten H. s. .H. s. sessiliflorus.